# Budenbach
Budenbach település Németországban, Rajna-vidék-Pfalz tartományban. Lakosainak száma 204 fő (2023. december 31.).

## Népesség
A település népességének változása:
| Lakosok száma | 154  | 173  | 183  | 176  | 185  | 192  | 196  | 204  |
|               | 1975 | 2010 | 2014 | 2017 | 2019 | 2021 | 2022 | 2023 |